# Benoît Pelletier
Pour les articles homonymes, voir Pelletier.
Benoît Pelletier, né le 10 janvier 1960 à Québec et mort le 30 mars 2024 au Mexique, est un homme politique et avocat québécois.
Il est député à l'Assemblée nationale du Québec, représentant la circonscription de Chapleau sous la bannière du Parti libéral du Québec de 1998 à 2008. 
Il occupe plusieurs postes de ministre dans le gouvernement de Jean Charest de 2003 à 2008.

## Biographie
Originaire de Québec, Benoît Pelletier étudie le droit à l'Université Laval et obtient sa licence en 1981. L'année suivante, il est admis au Barreau du Québec. Il pratique d'abord le droit au sein du contentieux des affaires civiles et du droit immobilier du ministère de la Justice du Canada de 1983 à 1989 et des services juridiques de Service correctionnel Canada en 1989 et 1990, à Ottawa.
Il obtient une maîtrise en droit à l'Université d'Ottawa en 1989. Puis, à compter de 1990, il enseigne à temps plein au sein de cette même institution. En 1998, celle-ci lui remet le Prix d'excellence en enseignement.
Vers la fin des années 1990, il obtient deux doctorats en droit, soit l'un à l'Université Paris I (1996) et l'autre à l'Université Aix-Marseille (2000).
C’est en 1990 qu’il se joint au corps professoral de la Faculté de droit de l'Université d’Ottawa où il est professeur titulaire de droit constitutionnel jusqu’au moment de son décès. Il est doyen adjoint à la section de droit civil de cette faculté de 1996 à 1998, et président de l’Association des professeurs de droit du Québec en 1998 et en 2017-2018.
Benoît Pelletier enseigne au Centre canadien de gestion (en 1992, 1995, 1997 et 1998), à l'Académie internationale de droit constitutionnel de Tunis (en 1996), à la Faculté de l’éducation permanente de l’Université de Montréal (en 1993 et 1994) et à l’École d’études politiques de la Faculté des sciences sociales de l'Université d’Ottawa (en 2009 et 2010). Pendant de nombreuses années, il enseigne aussi le droit public et administratif à l’École du Barreau du Québec.
Il est professeur-invité aux universités de Nantes (en 1993), de Corse (en 1997), de Paris II (en 1998), de Paris V (en 1998) et de Lyon III (en 1998), de même qu’aux universités Queen’s (en 2016) et Cornell (en 2016). Il est aussi reçu à deux reprises en tant que chercheur-invité par le Woodrow Wilson International Center for Scholars de Washington.
Il est également avocat pour le cabinet Noël et ass. de 2009 à 2011. Il est négociateur en chef du gouvernement du Canada dans les dossiers huron-wendat (de 2011 à 2013) et cri (de 2013 à 2016). Il est représentant spécial du ministre des Affaires autochtones et du développement du Nord canadien en ce qui touche à l’examen quinquennal de la Loi sur le tribunal des revendications particulières (en 2014 et 2015).
Il est l’un des trois membres du comité externe mis sur pied en 2015 par le gouvernement fédéral en matière d’aide médicale à mourir.

### Mort
Benoît Pelletier meurt le 30 mars 2024 au Mexique à l’âge de 64 ans, victime d'une fibrose pulmonaire développée après avoir contracté en 2021 la Covid-19 qui l'a laissé plusieurs mois dans le coma,.

## Vie politique
Pendant dix ans, Benoît Pelletier représente la circonscription de Chapleau à l’Assemblée nationale du Québec. Il est élu député à l'élection du 30 novembre 1998, puis réélu à celles du 14 avril 2003 et du 26 mars 2007. Il est ministre du gouvernement du Québec pendant près de six ans (de 2003 à 2008). À ce titre, il est notamment responsable des Affaires intergouvernementales canadiennes, de la Francophonie canadienne, des Affaires autochtones, de la Réforme des institutions démocratiques, de l’Accès à l’information et de l’Accord sur le commerce intérieur. Il est également leader parlementaire adjoint du gouvernement du Québec, ainsi que ministre responsable de la région de l’Outaouais et de la région du Nord-du-Québec. Il quitte la politique en décembre 2008, après avoir annoncé qu'il ne serait pas candidat à l'élection provinciale de novembre 2008.
Lorsqu’il fait partie de l’opposition officielle (de 1998 à 2003), Benoît Pelletier est le porte-parole de sa formation politique en matière d’affaires intergouvernementales canadiennes. De 1999 à 2001, il est aussi le président du comité spécial du Parti libéral du Québec sur l’avenir politique et constitutionnel de la société québécoise. En cette dernière qualité, il élabore la position du Parti libéral du Québec en matière d’affaires intergouvernementales canadiennes.
En 2006, Benoît Pelletier se dit intéressé par le programme du premier ministre Stephen Harper en ce qui touche aux relations fédératives. En 2007, alors que s'achève le mandat de la lieutenant-gouverneure Lise Thibault, il n'écarte pas la possibilité que soit révisés les rôles de monarque, de gouverneur général et de lieutenant-gouverneur, afin que ces fonctions soient modernisées.
Benoît Pelletier est membre de la commission spéciale de la Loi électorale de juin 2005 à mai 2006. Il est aussi président du comité fédéral-provincial-territorial des ministres sur le commerce intérieur de décembre 2004 à décembre 2005.
Comme député et ministre, il est membre de nombreuses commissions, associations et groupes de travail, dont la commission des institutions de l'Assemblée nationale du Québec. Il est aussi membre de différents comités ministériels, de 2003 à 2008.

## Idéologie et action politique
(avril 2024).

### Affaires intergouvernementales canadiennes
- Promotion du fédéralisme canadien, y compris du fédéralisme asymétrique
- Négociation et conclusion d'un certain nombre d’ententes entre les gouvernements du Canada et du Québec, dont l’entente bilatérale sur la santé de 2004, l’entente de 2005 sur les services de garde, l’entente de 2005 sur les congés parentaux, l’entente de 2006 sur la place du Québec à l’UNESCO et des ententes sur les infrastructures
- Promotion de la reconnaissance des Québécois comme nation dans l'ensemble canadien
- Opposition à la réforme du Sénat de M. Harper
- Promotion de l’adoption d’une constitution québécoise
- Lutte contre le déséquilibre fiscal et pour une limitation du pouvoir fédéral de dépenser
- Conception et création du Conseil de la fédération de 2001 à 2003
- Resserrement des liens entre le Québec et l'Ontario
- Responsabilité des bureaux du Québec à Ottawa, Toronto et Moncton, et de l'antenne de Vancouver

### Affaires autochtones
- Resserrement des liens entre les Autochtones du Québec et les non-autochtones
- Mise sur pied d'un processus de consultation des populations de la Côte-Nord et du Saguenay-Lac-Saint-Jean dans le cadre des négociations entre le gouvernement du Québec et la nation innue
- Création du conseil conjoint des élus
- Signature de l'Entente de principe d'ordre général entre les premières nations de Mamuitun et de Nutashkuan et les gouvernements du Québec et du Canada
- Conclusion de la Convention concernant une nouvelle relation entre Hydro-Québec / SEBJ et les Cris de Eeyou Istchee[5].
- Conclusion d'autres ententes entre le gouvernement du Québec et des communautés ou nations autochtones, dont l'entente de principe sur la création du gouvernement régional du Nunavik[6] et l'Entente-cadre entre le gouvernement du Québec et Long Point First Nation[7].

### Réforme des institutions démocratiques
- Promotion du renouvellement des institutions démocratiques au Québec, dont le changement du mode de scrutin
- Adoption d'amendements à la Loi électorale du Québec, favorisant l’exercice du droit de vote

### Accès à l'information
- Adoption de la Loi modifiant la loi sur l’accès aux documents des organismes publics et sur la protection des renseignements personnels et d’autres dispositions législatives[8] Cette loi proposait diverses modifications en matière d'accès à l'information et de protection des renseignements personnels. Entre autres, la loi en question apportait des précisions et ajouts quant à la notion d'organisme public et modifiait certaines règles touchant l'accès aux documents de ces organismes. Elle précisait également les règles concernant la collecte, l'utilisation, la communication, la conservation et la destruction des renseignements personnels détenus par un organisme public. La loi apportait aussi divers changements en ce qui a trait à la Commission d'accès à l'information et la Loi sur la protection des renseignements personnels dans le secteur privé.

### Francophonie canadienne
- Promotion du rôle du Québec en tant que chef de file au sein d’une francophonie canadienne unie
- Adoption de la Politique du Québec en matière de francophonie canadienne
- Signataire d’ententes de coopération et d'échanges entre le Québec et toutes les provinces canadiennes et les trois territoires en appui à la francophonie canadienne
- Promotion d'un rôle actif du Québec au sein de la Conférence ministérielle sur la francophonie canadienne
- Fondation du Centre de la francophonie des Amériques[9], une organisation ayant pour mandat de promouvoir la francophonie et la langue française sur le continent américain

### Commerce intérieur
Sur le chapitre du commerce intérieur, Benoît Pelletier promeut l'élimination des barrières interprovinciales, dans le respect cependant des compétences et de l'autonomie des provinces. En 2004 et 2005, il assume la présidence du Comité des ministres responsables du commerce intérieur. Au sein de ce comité, il cherche à faciliter les discussions et l'atteinte de consensus en matière de commerce intérieur.

### Région de l'Outaouais
En ce qui a trait à la région de l'Outaouais, dont il avait aussi la responsabilité ministérielle, Benoît Pelletier a contribué, de concert avec les quatre autres députés de la région, aux réalisations suivantes : 
- Le règlement du conflit Ontario-Québec en ce qui touche la mobilité de la main-d'œuvre dans le secteur de la construction
- La création du centre sportif
- L'obtention d'un statut particulier pour les infirmières et infirmiers de la région
- Des investissements en faveur de l'UQO, y compris l'ouverture du campus de Saint-Jérôme
- La finalisation de l'«autoroute» 50
- Des investissements pour la réfection et le prolongement d'autres routes névralgiques pour la région
- La construction de logements sociaux
- La rénovation du Centre des congrès
- Des investissements dans les hôpitaux de la région, y compris la réalisation d'un centre de cancérologie à l'hôpital de Gatineau
- L'agrandissement de la salle d'urgence du CSSS de Gatineau
- Des investissements pour l'implantation du réseau RAPIBUS
- La concrétisation du centre de recherche en technologies langagières

### Région Nord-du-Québec
En tant que ministre responsable de la région Nord-du-Québec, Benoît Pelletier s'est investi dans deux causes qui lui tenait à cœur, soit le resserrement des liens entre les Autochtones et les non-Autochtones d'une part, et l'essor économique et sociale de la population jamésienne d'autre part.

## Distinctions

### Décorations
- Membre de l'Ordre du Canada (2017)[10]
- Officier de l'Ordre national du Québec (2014)[11]
- Chevalier dans l'Ordre national du Mérite (2012)[12]
- Médaille du jubilé de diamant de la reine Elizabeth II (2012)[13]
- Commandeur de l'Ordre de la Couronne belge (2011)[14]
- Commandeur de l'Ordre des Palmes académiques (2011)[15]
- Commandeur de l'Ordre de la Pléiade (2010)[16]
- Membre de l'Ordre des francophones d'Amérique (2010)[17]
- Grand citoyen de l'Ordre de Gatineau (2009)[18]
- Récipiendaire de l'Ordre de la francophonie de Prescott et Russell (2006)[13]

### Autres prix et médailles
- Médaille d'honneur de l'Assemblée nationale du Québec (2022)[19]
- Médaille du Barreau du Québec (2019)[20]
- Médaille d'or de l'Ordre du mérite de la Fédération des commissions scolaires du Québec (2013)[13]
- Médaille Gérard-Lesage (2013)[13]
- Mérite du Barreau de l’Outaouais (2012)[21]
- Médaille Gloire de l'Escolle (2011)[13]
- Prix Boréal de Fédération des communautés francophones et acadienne du Canada (2011)[13]
- Médaille Léger-Comeau (2008)[22]
- Prix d'excellence en enseignement de l'Université d'Ottawa (1998)[13]
- Médaille du Barreau de Paris (1989)[13]

### Titres
- Professeur émérite de l'Université d'Ottawa (2022)[23]
- Docteur honoris causa en droit de l'Université de Moncton (2012)[13]
- Membre honoraire de l'Association canadienne d'éducation de langue française (2012)[13]
- Avocat émérite du Barreau du Québec (2011)[24]

## Vie privée
Benoît Pelletier habite à Gatineau. Il est marié à Danièle Goulet (fille de Marcel Goulet et de Agathe Villeneuve) depuis le 30 juin 1990. Ensemble, ils ont quatre enfants : Florence, Françoise, Jean-Christophe et Mathilde.
Le 21 avril 2021, sa fille Françoise écrit qu'il est gravement malade de la Covid-19 à l’Hôpital de Hull.

## Citation
- « Il y a quelque chose de terriblement agaçant dans le fait qu'une société qui représente 24 ou 25 % de la population canadienne n'ait pas encore adhéré au compromis constitutionnel. Il y a quelque chose d'extrêmement dérangeant là-dedans. »